# Les Bouts de bois de Dieu
Les Bouts de bois de Dieu est un roman de l'écrivain sénégalais Ousmane Sembène paru en 1960.

## Contenu
Le roman décrit la grève que menèrent les cheminots africains de la ligne Dakar-Niger du 11 octobre 1947 au 19 mars 1948 au temps de la colonisation française,,.
Ousmane Sembène a dédié le livre à ses « frères de syndicats et à tous les syndicalistes–– et à leur compagnes dans ce vaste monde ».
Au cours du récit, l'auteur s'attache à présenter le combat dans trois lieux principaux : Bamako, Thiès et Dakar à travers de nombreux personnages : enfants, femmes, syndicalistes, employés opposés à la grève, vieillards, colons, apprentis. Parmi ceux-ci émerge la figure charismatique de Bakayoko délégué des roulants auquel nombre de personnages font régulièrement référence bien qu'il n'apparaisse au lecteur qu'à la page 287.
Par cette galerie de personnages l'auteur montre le courage et les doutes de ce long combat. La participation des femmes est particulièrement mise en valeur à travers leur combat quotidien et leurs astuces pour trouver de l'eau et de la nourriture puis par la marche sur Dakar. L'organisation syndicale tient une grande place dans la lutte mais elle n'est pas nommée précisément, c'est seulement à la fin du roman (p. 345) qu'on apprend son sigle DN, son autonomie, et son désaccord avec la CGT.
Écrit avant les indépendances africaines, le roman ne présente aucun colon sous un jour positif mais il maintient une ambiguïté concernant certains personnages comme Leblanc et Pierrot et se conclut par le chant de Maïmouna : « Heureux celui qui combat sans haine ».

## Adaptation
Il est adapté et mis en scène au Théâtre de la Tempête par Hugues-Serge Limbvani en 2008 (Boyokani Kyeseli Company, Noisy-le-Sec), avec : Alexandre Bella Ola, Franck Betermin, Étienne Curron, Raphaël d'Olce, Mame Fama Ly, Jean Fhelyt Kimbirima, Mathieu Lagarrigue, Lem Liking, Gina Ndjemba, Delphine Nyobé, Laurentine Milebo, Abdoulaye Seydi, Alain Tomety, Jean-Claude Vict Gomard.